# Erase/Rewind
«Erase/Rewind» —en español: «Borrar/Rebobinar»— es una canción Indie pop de The Cardigans, escrita por Peter Svensson y Nina Persson en 1998 para el álbum Gran Turismo. La canción es la segunda pista del álbum, y fue lanzada como su segundo sencillo.

## Video musical
El video de Erase/Rewind fue dirigido por Adam Berg y muestra a los miembros de la banda tocar en una pequeña habitación iluminada por luces de neón y monitoreados por una cámara. Hacia el final del video,  las paredes comienzan a aproximarse entre sí, y el video termina justo antes del grupo de ser completamente aplastado. El vídeo es, sin duda, una cita de la escena del compactador de residuos compresor mostrada en Star Wars: Una nueva esperanza, mientras que el brillo rojo de la cámara principal que vigila a la banda recuerda a HAL 9000, la supercomputadora a bordo de la nave espacial Discovery 1 en la película 2001: A Space Odyssey. Al finalizar el video, los miembros de la banda empiezan a destruir sus instrumentos musicales.

## Créditos y personal
- Voz: Nina Persson
- Guitarra: Peter Svensson
- Bajo: Magnus Sveningsson
- Teclado: Lars-Olof Johansson
- Batería: Bengt Lagerberg
- Grabado en Country Hell, Tambourine Studios, Skurup, Suecia
- Productor: Tore Johansson
- Ingeniero: Tore Johansson, Janne Waldenmark
- Ingeniero asistente: Lars Göransson
- Mezcla de audio: Tore Johansson
- Asistente de mezcla: Jim Caruana
- Masterización: Björn Engelmann Cutting Room Studios

## Posicionamiento en listas
| Lista                            | Mejor posición |
| -------------------------------- | -------------- |
| Dutch Mega Singles Top 100       | 62             |
| French Singles Chart             | 60             |
| New Zealand RIANZ Singles Charts | 36             |
| Norwegian Singles Chart          | 14             |
| Irish Singles Chart              | 16             |
| Swedish Top 100 Singles          | 12             |
| Swiss Singles Chart              | 39             |
| UK Top 75 Singles                | 7              |

## Apariciones en otros medios
- La canción aparece en la película Never Been Kissed.
- La canción se escucha al final de la película The Thirteenth Floor.
- La canción está incluida en la banda sonora del juego Gran Turismo 2 .
- Erase/Rewind también aparece como una pista descargable en el juego de karaoke del Xbox 360, Lips.
- Erase/Rewind también aparece como una pista descargable en el juego de karaoke de PlayStation 3, Sing Star.

## Versiones
- En 2008 Sabrina Salerno lanzó su versión dance de esta canción como el primer sencillo de su álbum recopilatorio Erase / Rewind Official Remix.